# 圆明园诗派
圆明园诗派的源自圆明园诗社。为戴杰、雪迪、刘国越，殷龙龙、刑天、黑大春等诗人于1983年在北京成立的现代诗歌文学社。
后出版《窗口》和《伤口》诗刊。
强调诗人的个性化创作，崇尚唯美。1984年4月5日在北京林业大学举办的朗诵会，创下了记录，观众超过1万人。
主要代表人物有雪迪、大仙、刑天、黑大春、殷龙龙、戴杰。

## 相关连接
- 中国诗歌库
- 中国诗歌史（页面存档备份，存于）